# Minigore
Minigore é um jogo de ação/tiro e terror de sobrevivência de 2009 para iOS, desenvolvido pela Mountain Sheep e publicado pela Chillingo. Em 6 de dezembro de 2012, uma sequência, Minigore 2, foi lançada em várias plataformas. O Minigore não foi atualizado para o iOS 11 e foi removido da iTunes Store.

## Jogabilidade
Os jogadores controlam o personagem principal, John Gore (dublado por Arin Hanson), em um mundo chamado "Hardland". A jogabilidade gira em torno de Gore atirando em criaturas chamadas "furries", que estão a tentar matá-lo. Uma folha de trevo será gerada aleatoriamente após um certo número de mortes de furries. Coletar três trevos transformará Gore em um minotauro, concedendo a ele invencibilidade e permitindo que ele pise nos inimigos. Esse efeito dura cerca de 15 a 20 segundos. O jogador tem três vidas e acumula pontos por cada furry morto. Há também classificações e conquistas do OpenFeint e Game Center.

## Atualizações
- A atualização 3 adicionou mais personagens jogáveis, como Enviro-Bear, Jerry Gore, Evan Hsu, Xmas Gore, Sensei Evan, Kid Gore e Papai Noel. Também introduziu um lançador de granadas e armas atualizáveis, um ciclo diurno e noturno e um nível de floresta com neve.[6]
- A atualização 3.5 incluiu Gangster Gore, Lizzy, Ninja Man e Zombieville Guy, um redux de Kid Gore. Os personagens agora também podem usar armas duplas e foi adicionado suporte ao OpenFeint 2.4.[7]
- A atualização 3.6 incluiu o personagem Hook Champ e também adicionou características especiais para Gangster Gore, Sensei Evan e Sway's Ninja.[8]
- A atualização 3.7 incluiu o personagem Predator Furry, Zombie Gore e Easter Bunny. Ele também introduziu melhorias gráficas na tela do mapa.[9]
- A atualização 3.8 incluiu aprimoramentos gráficos para a tela retina. Ele também apresentava efeitos de recuo de armas e opções para aumentar ou diminuir o desempenho.[10]
- A atualização 3.9 incluía novos furries chamados fur-bombs, uma nova dificuldade oculta chamada "Inferno" e auto-aim.[11]
- A atualização 4 introduziu o multijogador cooperativo, outro pacote de personagens, alterações na enciclopédia e algumas atualizações gráficas.[12]
- A atualização 5 apresentou três novas páginas enciclopédicas e vários novos personagens, incluindo o Penguin e o Penguin Mob, além de algumas correções de bugs.[13]
- A atualização 6 apresentou um novo personagem chamado Bike Baron.[14]

## Aparições em outros jogos
John Gore fez várias aparições em outros jogos:
- Ele aparece como um personagem jogável no jogo Illusion Labs, Sway, Hook Champ, da Rocketcat Games, e no jogo Mika Mobile Zombieville USA.
- Ele aparece como o chefe final de Guerrilla Bob, desenvolvido pela Angry Mob Games e publicado pela Chillingo.
- Ele é um dos chefes da versão iOS do Death Rally.
- Ele aparece no Zen Bound 2, um jogo para iOS disponível na App Store e para PC e Macintosh na Steam.

## Recepção
Minigore recebeu principalmente críticas positivas. Ele possui uma pontuação agregada de 76.67% no GameRankings, com base em seis avaliações.
Richard Martin, da 148Apps, avaliou o jogo como 4 de 5, criticando a falta de profundidade no lançamento inicial, mas elogiando a jogabilidade básica bem executada; "É muito divertido, nenhuma curva de aprendizagem que seja, parece bom, e vai certamente fazer sucesso entre o público A.D.D. do iPhone". Dave Flodine, do AppSpy, também avaliou como 4 de 5, alegando que o jogo tinha falta de profundidade, mas era sólido por si só; "A apresentação é de alta qualidade, mas a jogabilidade nunca aumenta o suficiente ao ponto de ser épica". Chris Reed, da GameSpot, marcou 8 em 10, fazendo observações semelhantes às do 148Appps e do AppSpy; "O Minigore não tem muita profundidade, mas o jogo principal oferece ação de tiro divertida e elegante que deixa você querendo mais".
Jon Jordan, do Pocket Gamer, avaliou como 7 de 10, elogiando seus "ótimos gráficos e áudio", mas criticando a falta de conteúdo, que ele supôs "chegará em futuras atualizações". Matt Casamassina, do IGN, também avaliou como 7 de 10. Ele elogiou a arte e o humor do jogo, mas se referiu ao jogo como "sem surpresas genuínas [...] A experiência é tão direta que você inevitavelmente ficará querendo mais, a menos que a simples promessa de maior pontuação seja suficiente para mantê-lo atirando nos mesmos inimigos e no mesmo local sem parar". Assim como Jon Jordan, ele expressou sua esperança de que futuras atualizações adicionem profundidade ao jogo.